# Pure (IT)
Pure (чистий) — професійний CSS-Framework, розроблений компанією Yahoo. Ліцензія на використання: Yahoo BSD License.
Перша підверсія 2013 року.  Проєкт є на Github і продовжує розвиватись — останній «коміт» 2022 року версія Pure v2.1.0.
Особливістю цього проєкту є:
- модульність, 6 основних модулів (CSS-файлів)
  - Base 1.0KB
  - Grids 0.8KB
  - Forms 1.4KB
  - Buttons 0.8KB
  - Tables 0.5KB
  - Menus 0.8KB
- застосування SMACSS (вимовляється «smacks»)
- розширюваність

Недолік — відсутність підтримки старих версій браузерів, використання Yahoo BSD License.
Перевагою є відносно невеликий розмір (~72 Кб), активна підтримка та удосконалення самого коду. Наявна хороша документація англійською мовою, в тому числі «швидкий старт». Pure підтримує мобільні пристрої, легко інтегрується з Bootstrap.
Актуальна версія на 2018 — v.1.0.0(реліз VI.2017), розмір коду ~72 Кб.